# Gungan (målning av Fragonard)
Gungan (franska: Les hasards heureux de l'escarpolette) är en oljemålning av den franske konstnären Jean-Honoré Fragonard från 1767–1768. Den ingår i Wallace Collection i London. 
Med Fragonards bilder från aristokratins galanta värld kulminerar rokokons erotiska och sinnesberusade måleri. Fragonard återgav gärna sällskapslekar i parkmiljö och Gungan anses vara Fragonards främsta verk på detta tema. 

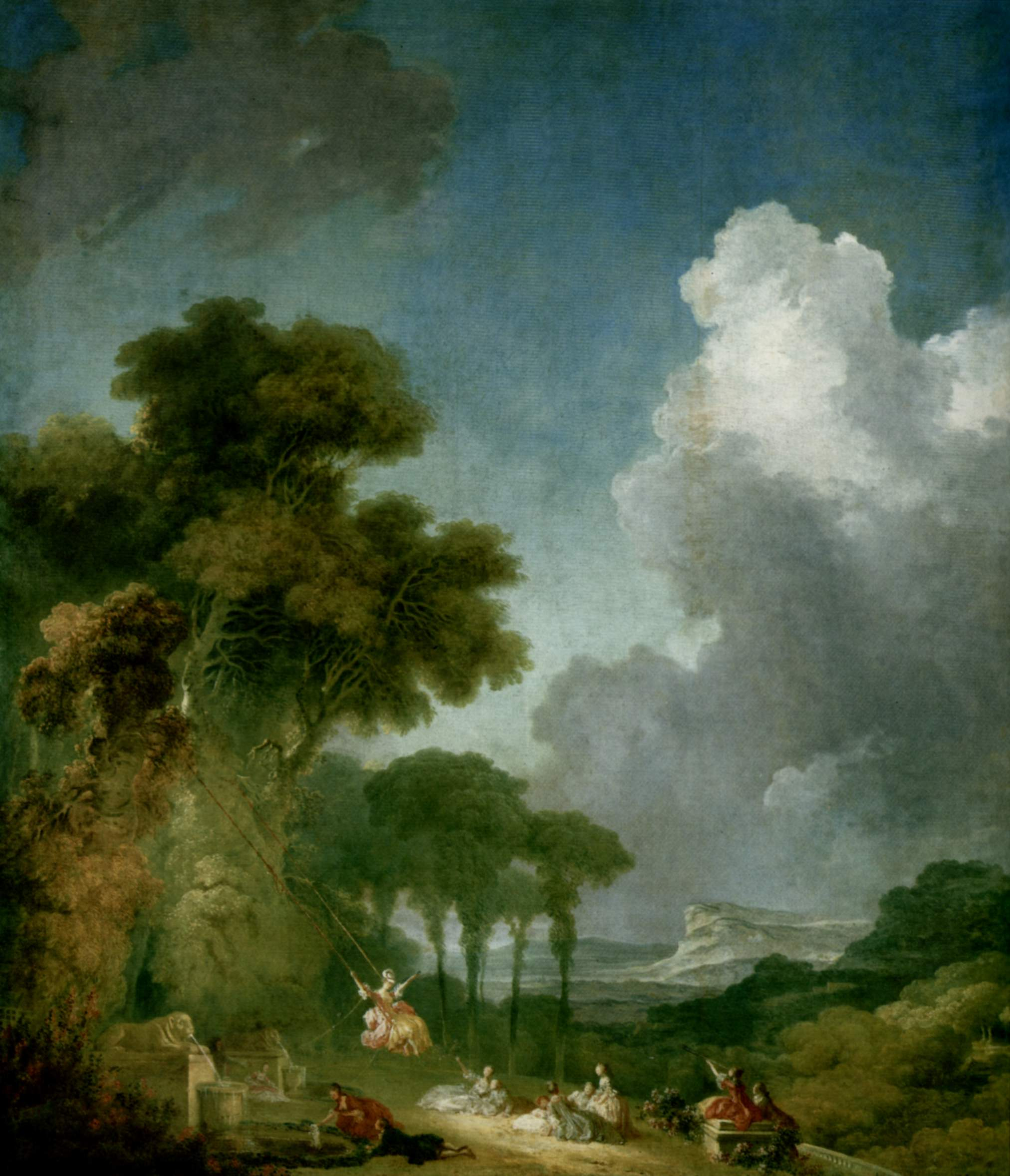
Gungan från 1775–1780 (216 x 185,5 cm) utställd på National Gallery of Art.

Fragonard målade ett annat verk med liknande motiv som också benämns Gungan (franska: La Balançoire). Det är en stor tavla, utförd 1775–1780. Den ägs av National Gallery of Art i Washington som har en stor samling av Fragonards konstverk.     